# NA-2100
La NA-2100 comunica con la NA-150 los pueblos del Valle de Urraúl Alto.

## Recorrido
| Denominación | Kilómetro | Salida                 | Carretera              | Dirección                 |
| ------------ | --------- | ---------------------- | ---------------------- | ------------------------- |
| NA-2100      | 0         |                        | NA-150                 | Lumbier Sangüesa Pamplona |
| NA-2100      | 3         |                        |                        | Sánsoain                  |
| NA-2100      | 4         |                        | NA-150 NA-2101         | Aoiz Egüés Pamplona       |
| NA-2100      | 6         |                        |                        | Ozcoidi                   |
| NA-2100      | 8         |                        | NA-2103                | Zabalza Adoáin            |
| NA-2100      | 9         | Travesía de Imirizaldu | Travesía de Imirizaldu | Travesía de Imirizaldu    |
| NA-2100      | 11        | Travesía de Iruzozqui  | Travesía de Iruzozqui  | Travesía de Iruzozqui     |
| NA-2100      | 12        |                        | NA-2151                | Epároz                    |
| NA-2100      | 13        |                        |                        | Ezcániz                   |
| NA-2100      | 16        |                        |                        | Ongoz                     |
| NA-2100      | 17        |                        | NA-2105                | Ayechu                    |
| NA-2100      | 18        | Travesía de Arangozqui | Travesía de Arangozqui | Travesía de Arangozqui    |
| NA-2100      | 20        | Travesía de Elcoáz     | Travesía de Elcoáz     | Travesía de Elcoáz        |

- Datos: Q12264056